# Inma Cuesta
Inmaculada Cuesta Martínez, detta Inma (Valencia, 25 giugno 1980), è un'attrice spagnola.

## Filmografia

### Cinema
- La voz dormida, regia di Benito Zambrano (2011)
- Primos, regia di Daniel Sánchez Arévalo (2011)
- Unit 7 (Grupo 7), regia di Alberto Rodríguez (2012)
- Invasor, regia di Daniel Calparsoro (2012)
- Blancanieves, regia di Pablo Berger (2012)
- Le pecore non perdono il treno (Las Ovejas no Pierden el Tren), regia di Álvaro Fernández Armero (2014)
- La novia, regia di Paula Ortiz (2015)
- Julieta, regia di Pedro Almodóvar (2016)
- Capitano Kóblic (Kóblic), regia di Sebastián Borensztein (2016)
- Tutti lo sanno (Todos lo saben), regia di Asghar Farhadi (2018)
- Vivere due volte (Vivir dos veces), regia di María Ripoll (2019)
- El páramo - Terrore invisibile (El páramo), regia di David Casademunt (2022)

### Televisione
- Amare per sempre (Amar en tiempos revueltos) (2006-2007)
- La familia Mata (2008)
- Águila Roja (2009-2015)
- Criminal: Spagna (Criminal: Spain) (2019): 01x02
- Il caos dopo di te (El desorden que dejas) (2020)